# Tadeusz Nowakowski (major)
Tadeusz Adam Andrzej Nowakowski, ps. Czyński (ur. 30 listopada 1898 w Wielkiej Wsi, zm. wiosną 1940 w Charkowie) – major kawalerii Wojska Polskiego, działacz niepodległościowy, ofiara zbrodni katyńskiej.

## Życiorys
Urodził się 30 listopada 1898 w Wielkiej Wsi, w ówczesnym powiecie miechowskim guberni kieleckiej, w rodzinie Stanisława i Marii z Krzyżanowskich.
16 czerwca 1915 wstąpił do Legionów Polskich. Walczył w szeregach 1 pułkU ułanów. Od 3 lutego do 4 kwietnia 1917 był słuchaczem kawaleryjskiego kursu podoficerskiego w Ostrołęce, który ukończył z wynikiem dostatecznym. W latach 1918–1921 walczył w szeregach 11 pułku ułanów. W 1920 został mianowany podporucznikiem.
3 maja 1922 został zweryfikowany w stopniu porucznika ze starszeństwem od 1 czerwca 1919 i 298. lokatą w korpusie oficerów jazdy. Później został przeniesiony do 23 pułku ułanów w Wilnie. W 1925 został przeniesiony do Korpusu Ochrony Pogranicza. Służył na stanowisku dowódcy szwadronu kawalerii KOP „Budsław”. 12 kwietnia 1927 prezydent RP nadał mu stopień rotmistrza z dniem 1 stycznia 1927 i 33. lokatą w korpusie oficerów kawalerii. W marcu 1932 został przeniesiony z KOP do 3 pułku szwoleżerów w Suwałkach na stanowisko pełniącego obowiązki dowódcy szwadronu zapasowego w Grodnie. W styczniu 1934 został ukarany siedmioma dniami aresztu domowego za zatajenie długu prywatnego. W marcu tego roku został przeniesiony z Grodna do garnizonu Suwałki, przekazując obowiązki dowódcy szwadronu majorowi Mieczysławowi Kozaneckiemu. Później został przeniesiony do 4 pułku ułanów w Wilnie. 18 marca 1936 prezydent RP Ignacy Mościcki mianował go z dniem 1 stycznia 1936 majorem w korpusie oficerów kawalerii ze starszeństwem z dniem 1 stycznia 1936 i 6. lokatą. W 1937 został przeniesiony w stan spoczynku.
W czasie kampanii wrześniowej 1939 walczył na stanowisku komendanta Kwatery Głównej Wileńskiej Brygady Kawalerii. Dostał się do niewoli sowieckiej. Przebywał w obozie w Starobielsku. Wiosną 1940 został zamordowany przez funkcjonariuszy NKWD w Charkowie i pogrzebany w bezimiennej zbiorowej mogile w Piatichatkach, gdzie od 17 czerwca 2000 mieści się oficjalnie Cmentarz Ofiar Totalitaryzmu w Charkowie. Figuruje na Liście Starobielskiej NKWD pod poz. 2395.
5 października 2007 minister obrony narodowej Aleksander Szczygło mianował go pośmiertnie na stopień podpułkownika. Awans został ogłoszony 9 listopada 2007 w Warszawie, w trakcie uroczystości „Katyń Pamiętamy – Uczcijmy Pamięć Bohaterów”.

## Ordery i odznaczenia
- Krzyż Niepodległości – 2 sierpnia 1931 „za pracę w dziele odzyskania niepodległości”[22][2]
- Krzyż Walecznych dwukrotnie[23][24]
- Srebrny Krzyż Zasługi[25][26]
- Medal Pamiątkowy za Wojnę 1918–1921
- Medal Dziesięciolecia Odzyskanej Niepodległości]
- łotewski Medal Pamiątkowy 1918-1928 – 12 grudnia 1929[27]